# Melanesobasis mcleani
Melanesobasis mcleani är en trollsländeart som beskrevs av Donnelly 1984. Melanesobasis mcleani ingår i släktet Melanesobasis och familjen dammflicksländor. Inga underarter finns listade i Catalogue of Life.